# Prodiaphania cygnus
Prodiaphania cygnus là một loài ruồi trong họ Tachinidae.